# Xena: La princesa guerrera (álbum)
Xena: La princesa guerrera es un álbum musical que muestra las músicas de la serie de televisión Xena: la princesa guerrera.

## Descripción
El disco reúne canciones de artistas desconocidos, pero también de grandes compositores como Joseph LoDuca. Una gran parte de las grandes canciones de la serie figuran en el álbum, pero solo de las dos primeras temporadas.

## Lista de Músicas
1. Main Title
2. The Warrior Princess
3. Darius
4. Soulmates
5. Burial
6. Xena And The Big Bird
7. Gabby Dance
8. The Gauntlet
9. Barn Blazers
10. Fight On The Heads
11. Draco's Men
12. Glede Ma Glede
13. Burying The Past
14. Xena's Web
15. Goodbye
16. Giants
17. Funeral Dance
18. Challenging The Gods
19. Quarterman's Funeral
20. Roll In The Leaves
21. Funeral Pyre
22. On The Balcony
23. The Oracle
24. Hail Xena
25. Going To Kill Me
26. The Wrath Of Callisto
27. Bloodlust
28. Ladder Fight
29. Main Title (Versión ampliada)[2]

## Download online
Las canciones de Xena: La princesa guerrera se puede encontrar en muchas páginas en la Internet, como ArgenXena.com.